# Transports en Indre-et-Loire

Les transports dans le département français d'Indre-et-Loire sont largement organisés autour de Tours, carrefour autoroutier et ferroviaire majeur du centre-ouest de la France. Situé à l'intersection des axes naturels de la vallée de la Loire, de la vallée du Cher et dans le prolongement nord du seuil du Poitou reliant le Bassin parisien au Bassin aquitain, l'Indre-et-Loire est un point de passage pour les flux reliant l'Île-de-France à l'Aquitaine, la Basse-Loire au Berry et à la vallée du Rhône ou encore l'Aquitaine à la Normandie.

## Transport routier

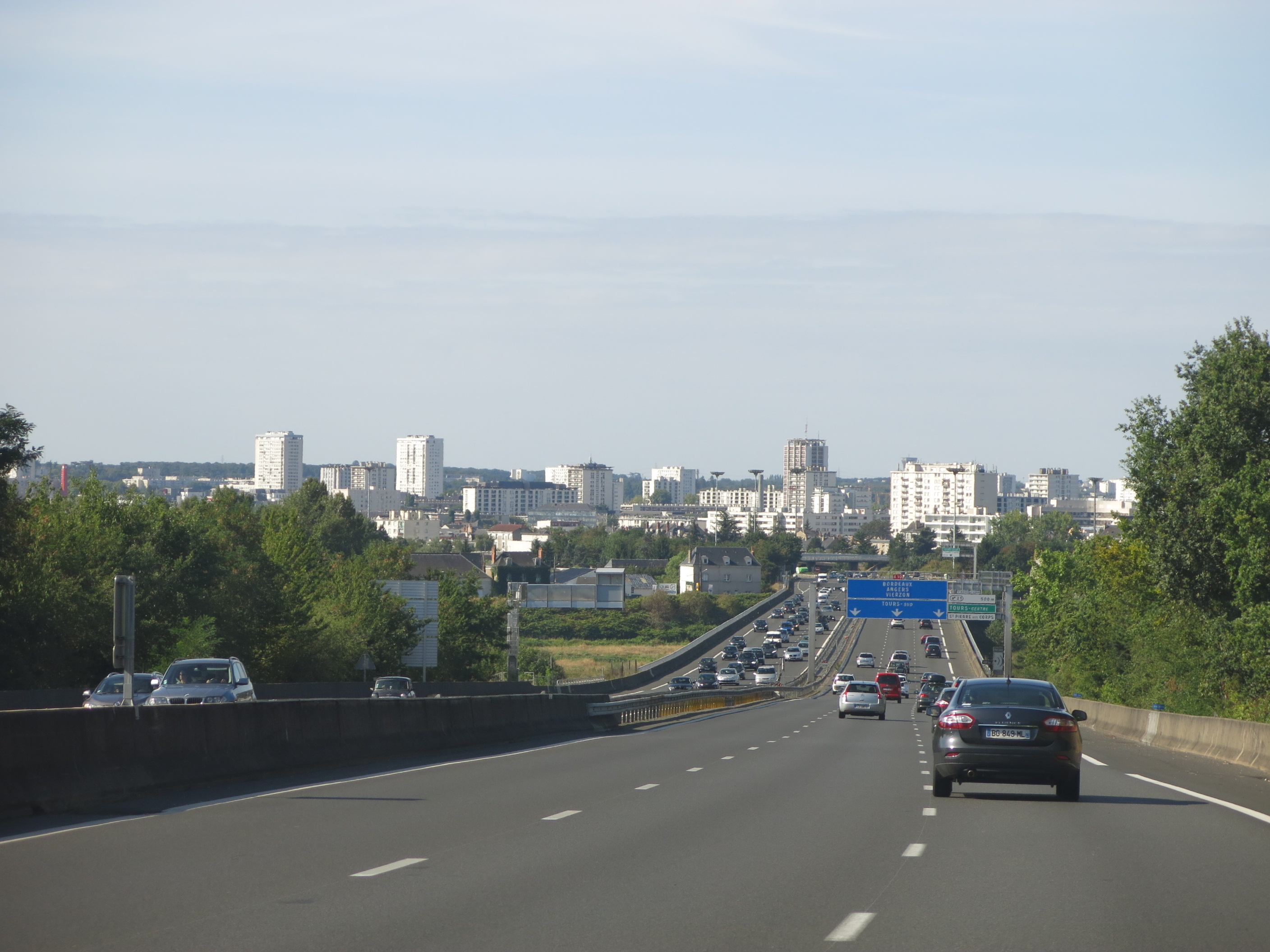
Tours vue depuis l'autoroute A10.

### Infrastructures routières
Tours est au centre d'une étoile autoroutière à cinq branches :
- l'autoroute A10 Nord mène à Blois, Orléans et Paris ; c'est la plus fréquentée, avec plus de 30 000 véhicules/jour après la sortie de l'agglomération ;
- l'autoroute A10 Sud mène à Poitiers et Bordeaux, et a un trafic de plus de 25 000 véhicules/jour après la sortie de l'agglomération ;
- l'autoroute A85 Ouest mène à Angers et Nantes, et a un trafic de près de 19 000 véhicules/jour après la sortie de l'agglomération ;
- l'autoroute A85 Est mène à Vierzon, Clermont-Ferrand et Lyon, et a un trafic de plus de 14 000 véhicules/jour ;
- l'autoroute A28 mène à Le Mans, Rouen et Caen, et a le trafic le plus faible, d'un peu plus de 11 000 véhicules/jour[2].

La rocade de Tours facilite les circulations entre les communes de l'agglomération, mais elle est inachevée au Nord et à l'Est. C'est donc le tronçon central de l'autoroute A10, gratuit et qui traverse le cœur de la métropole entre Tours et Saint-Pierre-des-Corps, qui cumule trafic de transit et trafic urbain, atteignant ainsi un trafic de plus de 65 000 véhicules/jour.

### Transport collectif de voyageurs
L'Indre-et-Loire est desservi par le réseau régional de transport routier Rémi (pour RÉseau de Mobilité Interurbaine), qui exploite une trentaine de lignes dans le département.
Avant la reprise de la compétence par le conseil régional en 2017, le département d'Indre-et-Loire organisait le réseau Touraine Fil vert.

## Transport ferroviaire

### Historique

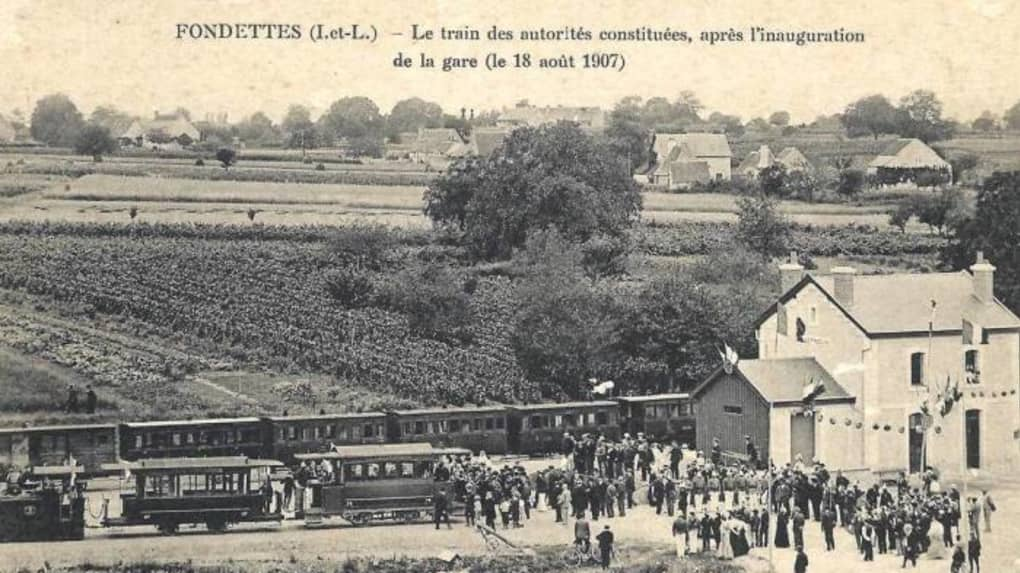
Le tramway suburbain vers Tours (au premier plan) et le train d'intérêt local vers Rillé-Hommes (au second plan) en gare de Fondettes en 1907.

Le département a été desservi tôt par le chemin de fer, Tours étant le point de séparation des lignes qui, depuis Paris (reliée à Tours en 1846), gagnaient Nantes (1851) et Bordeaux (1853). La gare de Tours est en impasse : cette situation, commune à de nombreuses agglomérations au milieu du XIXe siècle mais corrigée depuis dans la plupart des cas, a été conservée jusqu'à nos jours à Tours, qui dispose d'une gare « bis » de passage à Saint-Pierre-des-Corps.
Les différentes compagnies concessionnaires de ces lignes fusionnent rapidement au sein de la Compagnie du chemin de fer de Paris à Orléans (PO), et celle-ci développe le réseau d'intérêt général dans le département tout au long de la deuxième moitié du XIXe siècle. Seule l'extrémité nord-ouest du département est desservie par l'Administration des chemins de fer de l'État, dont le réseau est créé par l'assemblage des lignes de plusieurs petites compagnies défaillantes. En 1900, le chemin de fer d’intérêt général atteignait la plupart des villes et bourgs du département, dont Amboise, Azay-le-Rideau, Bléré, Château-la-Vallière, Château-Renault, Chinon, Cormery, Descartes, Esvres, Le Grand-Pressigny, Joué-lès-Tours, L'Île-Bouchard, Langeais, Loches, Monnaie, Montlouis, Monts, Neuillé-Pont-Pierre, Preuilly-sur-Claise, Richelieu, Sainte-Maure-de-Touraine et Tours.
L'Indre-et-Loire a également été desservie par plusieurs réseaux de chemins de fer d’intérêt local. Le principal exploitant était la Compagnie de chemins de fer départementaux : son réseau nord reliait Port-Boulet (près de Bourgueil) à Château-Renault par Château-la-Vallière et Neuillé-Pont-Pierre, avec une branche vers Fondettes (près de Tours), tandis que son réseau sud reliait Ligueil à Esvres au nord, au Grand-Pressigny au sud et à Loches, Montrésor et Écueillé à l'est. Plusieurs lignes de tramway suburbain ont relié Tours aux bourgs voisins (Fondettes, Luynes, Vouvray et Azay-sur-Cher), avant que ces lignes ne soient intégrées dans le réseau des tramways de Tours. Les réseaux de la Compagnie des tramways de Loir-et-Cher et des Tramways électriques de Loir-et-Cher atteignaient par ailleurs Château-Renault et Amboise. Ces lignes d'intérêt local, ouvertes entre 1877 et 1907, ont fermé au plus tard en 1949.
La ligne de Paris-Austerlitz à Bordeaux-Saint-Jean est la première grande ligne entièrement électrifiée en 1938. Cette ligne est dans les années 1950 à 1970 l'une des plus importantes et des plus performantes de France, et voit passer les trains les plus prestigieux, dont L'Étendard et L'Aquitaine. Mais en 1990, la LGV Atlantique permet de gagner une heure entre Paris et Tours ; cette ligne à grande vitesse sera prolongée en 2017 par la LGV Sud Europe Atlantique qui place Saint-Pierre-des-Corps à mi-chemin entre Paris et Bordeaux.
|                                             |
| Le réseau ferroviaire à son apogée en 1930. |

|                                     |
| Le réseau ferroviaire de nos jours. |

|                                                    |
| Carte animée de l’évolution du réseau ferroviaire. |

### Situation actuelle

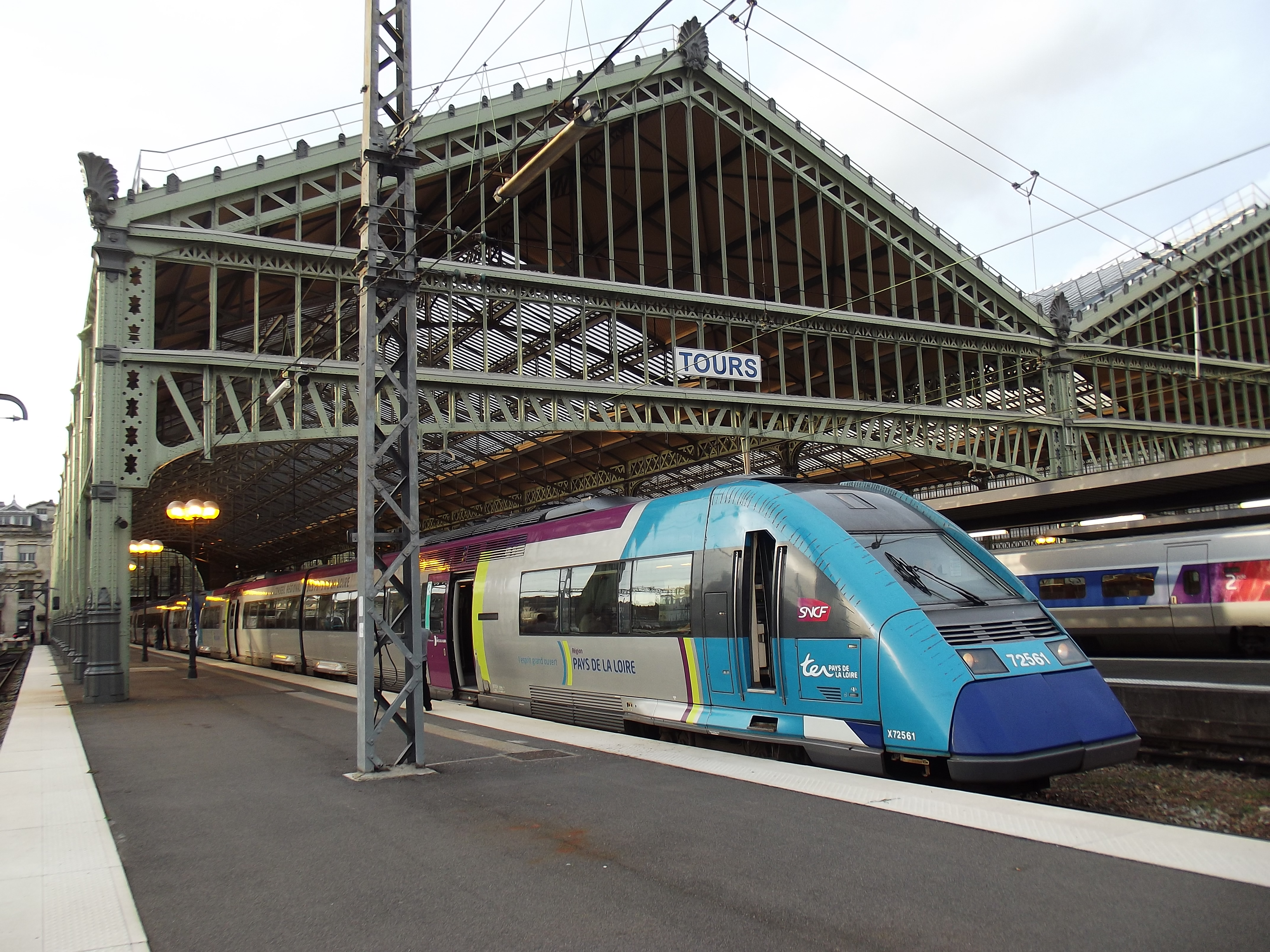
Une rame X 72500 de TER Pays de la Loire en gare de Tours en 2013.

Les deux gares de l'agglomération de Tours, Tours (centrale mais en cul-de-sac) et Saint-Pierre-des-Corps (excentrée mais de passage, ce qui explique que beaucoup de trains à grande vitesse ne desservent que celle-ci), sont les deux principales gares de voyageurs du département, avec une fréquentation annuelle respective de 5,0 et 3,7 millions de voyageurs en 2019. Une navette ferroviaire relie les deux gares.
Autour des deux gares s'organise une étoile ferroviaire à dix branches, dont deux à grande vitesse, six électrifiées et sept à double voie : peu d'agglomérations françaises sont au cœur d'un réseau aussi dense. La gare de Saint-Pierre-des-Corps est entourée de nombreuses installations ferroviaires de premier plan, comme un Technicentre industriel et de maintenance, de nombreux faisceaux de voies de service, plusieurs centres de formation et le siège de la Zone de production Atlantique de SNCF Réseau.
L'Indre-et-Loire est desservi par les trains TER Centre-Val de Loire (Rémi Train). La desserte rapide Orléans - Tours - Nantes porte le nom d'Interloire. Outre ces trains régionaux, les gares de Tours et Saint-Pierre-des-Corps sont desservies par TGV inOui et, pour la seconde seulement, par Ouigo (Grande Vitesse et Train Classique).

## Transport fluvial
La Loire, malgré une riche histoire de navigation fluviale, n'est aujourd'hui plus considérée comme navigable, bien que certaines petites embarcations puissent l'emprunter sur de courtes sections.

## Transport aérien
L'aéroport de Tours-Val de Loire est le principal aéroport du Centre-Val de Loire, relié par la compagnie à bas coûts Ryanair à quelques destinations européennes et méditerranéennes. En 2019, son trafic a presque atteint les 200 000 voyageurs.
Les petits aérodromes d'Amboise - Dierre, Tours - Le Louroux et Tours - Sorigny sont réservés à la pratique d'activités de loisirs  et de tourisme.

## Transports en commun urbains et périurbains

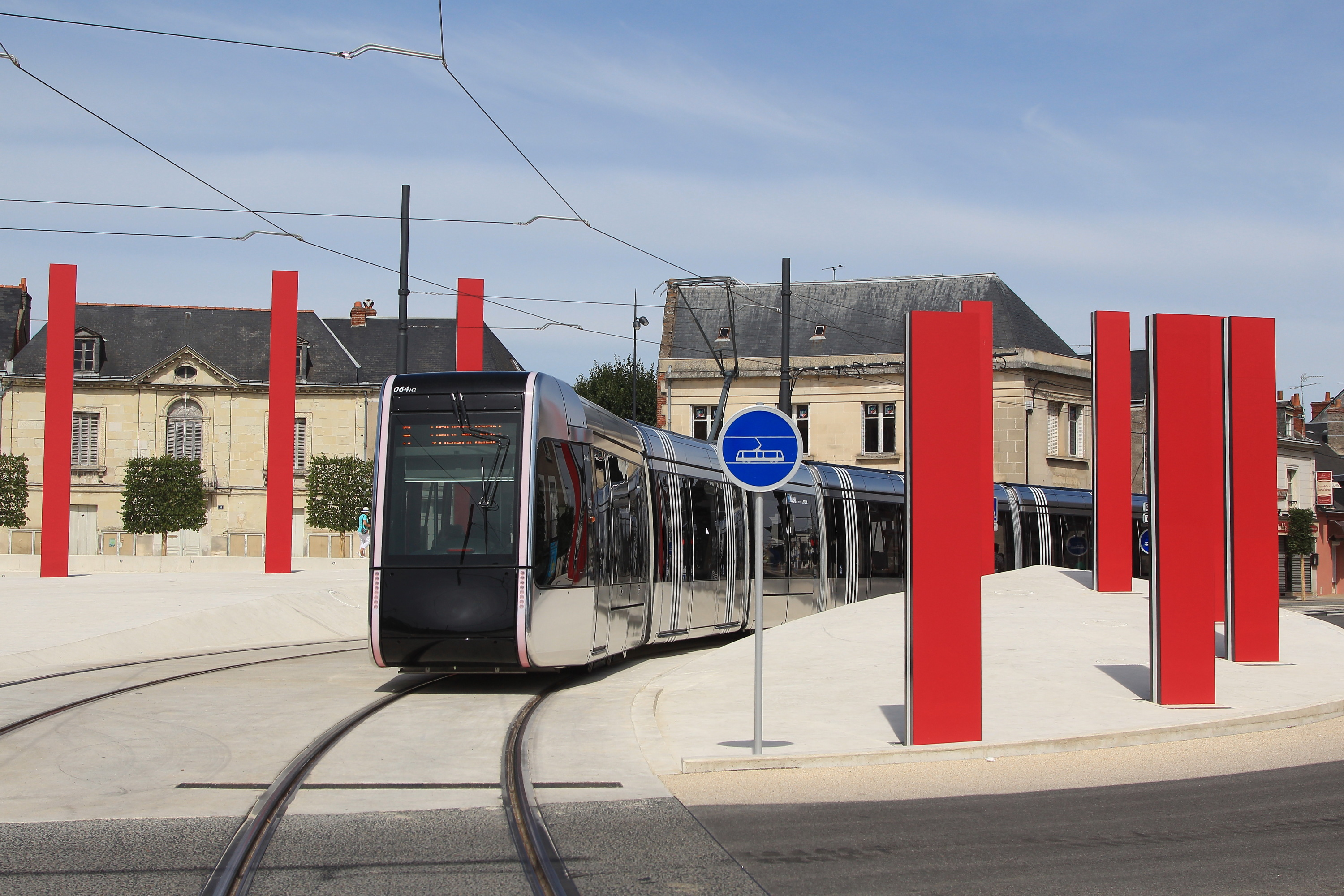
Une rame Citadis du tramway de Tours passe entre les colonnes conçues par Daniel Buren, place de la Tranchée à Tours.

Le Syndicat des mobilités de Touraine est la seule autorité organisatrice de la mobilité d'Indre-et-Loire. Il organise des services de transport dans son ressort territorial, composé de Tours Métropole Val de Loire et des communes de La Ville-aux-Dames, Vernou-sur-Brenne et Vouvray. 
Le réseau Fil Bleu compte une cinquantaine de lignes de bus, du transport à la demande et, depuis 2013, une ligne de tramway. La création d'une seconde ligne de tramway fait l'objet de débats sur son tracé.
Un premier réseau de tramway a desservi Tours et sa périphérie (Luynes, Fondettes, Vouvray, Azay-sur-Cher...) de 1877 à 1949.

## Modes actifs
Le département est traversé par plusieurs voies vertes, véloroutes et sentiers de grande randonnée. La Loire à vélo, itinéraire cyclable longeant le fleuve, est particulièrement fréquentée.